# James May at the Edge of Space
James May at the Edge of Space è un documentario del canale televisivo inglese BBC Four nel quale James May commemora il quarantesimo anniversario dello sbarco sulla luna. Il programma segue un altro documentario di May, trasmesso un'ora prima da BBC Two e intitolato James May on the Moon.
A May è stata data l'opportunità di raggiungere il confine dello spazio a bordo di un aereo spia Lockheed U-2, operazione che richiede un addestramento simile a quello svolto dagli astronauti. Nel documentario vengono mostrati i tre giorni trascorsi dal conduttore presso la  base USAF di Beale, in California, durante i quali è stato istruito sulle manovre di sicurezza e ha imparato  a indossare correttamente una tuta spaziale. Concluso l'addestramento May ha compiuto un volo di tre ore sul velivolo condotto dal pilota istruttore Maggiore John "Cabi" Cabigas, raggiungendo un'altitudine di 21000 m.